# Никола Беровски
Никола Беровски (Битољ, 1923 — Тирана, 1993) је био македонски просветитељ који је цео живот провео међу Македонцима у Албанији.
У македонској јавности је познат као „учителот од Пустец“ (тај учитељ из Пустеца). Беровски је годинама радио као учитељ у селу у долни Преспа, у Корчи и Тирани. Има великих заслуга као аутор бројних уџбеника македонског језика за Македонце у Албанији. Такође је познат по томе што се трудио да очува македонски национални идентитет.
Једна од организација Македонаца у Албанији носи име Фондација „Никола Беровски“.